# Мунгер (округ)
Мунгер (хинди मुंगेर जिला; англ. Munger) — округ на юго-востоке центральной части индийского штата Бихар. Административный центр — город Мунгер. Площадь округа — 1420 км². По данным всеиндийской переписи 2001 года население округа составляло 1 137 797 человек. Уровень грамотности взрослого населения составлял 59,47 %, что соответствовало среднеиндийскому уровню (59,5 %). Доля городского населения составляла 27,9 %.